# Får jag presentera: Min mamma, herr Albin
Får jag presentera: Min mamma, herr Albin (franska: La Cage aux Folles) är en fransk-italiensk komedifilm från 1978 i regi av Édouard Molinaro. Det är den första filmatiseringen av Jean Poirets pjäs Min mamma herr Albin från 1973, som senare blev till musikalen La Cage aux folles. I huvudrollerna ses Ugo Tognazzi och Michel Serrault. Filmen har fått två uppföljare: Mamma Albin som hemlig agent (1980) och La cage aux folles III - bröllopet (1985), samt en amerikansk nyinspelning The Birdcage – lånta fjädrar (1996).
I Sverige hade filmen premiär den 12 april 1980 på biograf nya Ritz i Stockholm.

## Rollista i urval
- Ugo Tognazzi - Renato Baldi
  - Pierre Mondy - Renatos röst (fransk version)
- Michel Serrault - Albin Mougeotte/'Zaza Napoli'
  - Oreste Lionello - Albins röst (italiensk version)
- Claire Maurier - Simone Deblon
- Rémi Laurent - Laurent Baldi
- Carmen Scarpitta - Louise Charrier
- Benny Luke - Jacob
- Luisa Maneri - Andrea Charrier
- Michel Galabru - Simon Charrier